# Du meine Pappel im roten Kopftuch

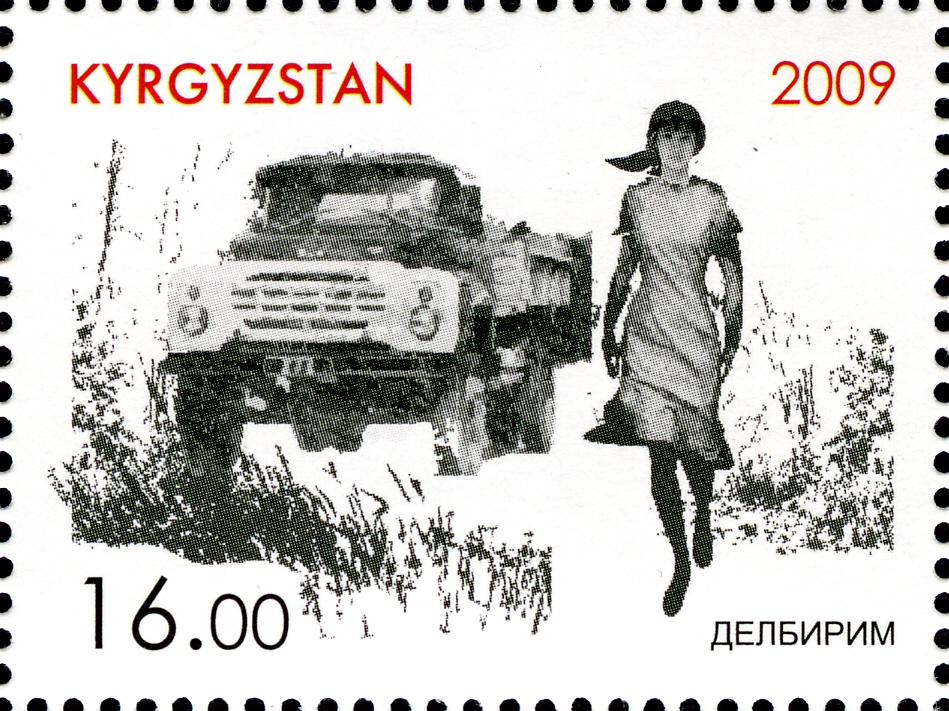
Kirgisische Briefmarke mit einem Motiv aus "Du meine Pappel im roten Kopftuch"

Du meine Pappel im roten Kopftuch (Topolëk moj v krasnoj kosynke, 1961) ist eine Novelle des kirgisischen Schriftstellers Tschingis Aitmatow. Die Liebesgeschichte erschien 1974 erstmals in deutscher Übersetzung.

## Inhalt der Geschichte
Der Lkw-Fahrer Iljas bekommt von seinem Vorgesetzten den Auftrag, eine Lieferung in einen Kolchos zu fahren. Er nimmt diesen Auftrag nur widerstrebend an, da er viel lieber auf der Fernstrecke über das Tianschan-Gebirge nach China fährt, und macht sich auf den Weg. Schon fast am Ziel angekommen, bleibt er mit seinem Wagen stecken. Als sich dann auch noch die Lenkstange verklemmt, muss er unter den Lkw kriechen, um das Problem zu lösen. Kurz darauf taucht ein Mädchen namens Asselj auf, das ihm helfen möchte. Iljas verliebt sich in sie und schafft es, sie zu überreden, ein Stückchen in seinem Lkw mitzufahren. Nach dieser Begegnung fährt er gerne in den Kolchos und hofft, sie zu treffen – mit Erfolg. Auch Asselj verliebt sich in Iljas, aber sie ist etwas zurückhaltender und gibt nicht viel von sich preis. Iljas fühlt sich sehr wohl während dieser kurzen Treffen und möchte sie nicht verlieren. Dann erfährt er jedoch, dass sie einem entfernten Verwandten versprochen ist und diesen ihr fremden Menschen heiraten soll. Dieser Schicksalsschlag macht Iljas traurig. Er fährt wieder in den Kolchos und beichtet ihr seine Liebe. Auch Asselj gesteht, dass sie ihn liebt und ihren Verwandten nicht heiraten möchte. Iljas schlägt ihr vor davonzufahren, und sie beginnen gemeinsam ein neues Leben. Asseljs Eltern sind sehr gekränkt und enterben sie.
Das Paar lebt einige Zeit glücklich miteinander. Sie bekommen einen Sohn, den sie Samat nennen und über alles lieben. Doch dieses Glück währt nicht ewig. Iljas bekommt Ärger an seinem Arbeitsplatz, weil er seinen Kollegen und Vorgesetzten beweisen will, dass man den sehr hoch gelegenen Dolon-Pass mit einem Anhänger am Lkw überwinden kann. Doch er scheitert. Nach dieser Niederlage lässt sich Iljas nicht mehr gerne bei seinen Kollegen blicken. Sein Stolz ist verletzt und die Beziehung zu seiner Frau wird schlechter. Er beginnt zu trinken und fängt ein Verhältnis mit Kaditscha, seiner Vorgesetzten, an. Als Asselj eines Tages von diesem Verhältnis erfährt, verlässt sie ihren Mann. Iljas geht fort und arbeitet andernorts mit Kaditscha.
Einige Jahre später möchte er wieder zu Asselj und seinem Sohn zurückkehren. Auf einer Fahrt über den Dolon verursacht er unter Alkoholeinfluss einen leichten Unfall und wird von Batemir, dem Straßenmeister, mit nach Hause genommen. Dort erfährt er, dass Asselj mit Batemir verheiratet ist. Es ist nicht Iljas' erste Begegnung mit dem Straßenmeister. Vor einigen Jahren hatte er Batemirs Lkw mit einer waghalsigen Fahrt über den Dolon-Pass abgeschleppt und Batemir damit aus einer Notlage geholfen. Asselj und Iljas versuchen, sich nichts anmerken zu lassen. Baitemir erkennt jedoch, dass Iljas der erste Mann seiner Ehefrau ist. Batemirs erste Frau und seine beiden Töchter sind, während er als Soldat im Zweiten Weltkrieg kämpfte, im Pamir durch eine Schneelawine ums Leben gekommen. Batemir fürchtet nun, auch seine zweite Familie zu verlieren. Er beschließt aber, Asselj nicht an einer Rückkehr zu Iljas zu hindern. Iljas versucht auch, Asselj davon zu überzeugen, mit Samat zu ihm zu kommen und noch einmal neu anzufangen, doch Asselj willigt nicht ein. Seinen Sohn sieht er noch einige Male wieder, als er jedoch bemerkt, dass er gescheitert ist, zieht er sich endgültig zurück.

## Adaptionen
Im Jahr 1978 wurde ein Film (Türkisch: Selvi Boylum Al Yazmalim) über die Liebesgeschichte in der Türkei gedreht. Von September 2011 bis Juni 2012 war die Geschichte auch als Serie im türkischen Privatsender ATV zu sehen.

## Ausgaben
- Juri Elperin (Übersetzer): Du meine Pappel im roten Kopftuch (in: Tschingis Aitmatow. Novellen – Erzählungen – Autobiographie. Verlag Volk und Welt, 1. Aufl., Berlin 1974)
- Audiobook: Rudolf Kowalski (Sprecher), Günter Lamprecht (Sprecher): Du meine Pappel im roten Kopftuch (nach der Übersetzung von Juri Elperin). Der Audio Verlag 2003, Hörbuch (CD, 2:37 Stunden) ISBN 978-3-898-13256-5. (Neuauflage 2017: ISBN 978-3-742-40205-9)